# Grand Boucan
Grand Boucan är en kommun i Haiti.   Den ligger i departementet Grand'Anse, i den västra delen av landet, 130 km väster om huvudstaden Port-au-Prince.